# Marion Debruyne
Marion Simonne Debruyne (Torhout, 23 oktober 1972) is een Belgisch hoogleraar en bestuurder. Ze is sinds 2015 decaan van de Vlerick Business School.

## Levensloop
Marion Debruyne studeerde in 1995 als burgerlijk scheikundig ingenieur aan de Universiteit Gent af, behaalde in 1996 een master in marketing aan de Vlerick School voor Management en promoveerde in 2002 aan de Gentse universiteit tot doctor in de toegepaste economische wetenschappen.
Van 1995 tot 2000 was ze als onderzoeker aan het Vlerick-instituut verbonden. Ze doceerde ook aan de Wharton School (Universiteit van Pennsylvania), de Kellogg School of Management (Northwestern-universiteit) en de Goizueta Business School (Emory-universiteit). In 2005 werd ze hoogleraar marketing, strategie en innovatie aan de Vlerick Leuven Gent Management School (vanaf 2012 Vlerick Business School). Van deze businessschool werd Debruyne in 2015 in opvolging van Philippe Haspeslagh decaan. In 2019 werd ze in deze functie herbenoemd.
Debruyne is ook bestuurder van bioscoopketen Kinepolis sinds 2009, de holding Ackermans & van Haaren sinds 2016, het instituut voor bestuurders GUBERNA sinds 2016 en de stichting Kom op tegen Kanker sinds 2023. Van 2012 tot 2016 was ze ook bestuurder van polyurethaanverwerker Recticel.
In 2018 richtte ze investeringsvennootschap Goodwood op.
Debruyne was een van de zes onafhankelijke experts die als relancecomité de Vlaamse Regering moeten bijstaan bij de relance van de economie naar aanleiding van de coronacrisis.
- Gemeinsame Normdatei: 1131105788
- International Standard Name Identifier: 0000 0003 6909 8280
- Nederlandse Thesaurus van Auteursnamen: 307351114
- Virtual International Authority File: 16149294114380520951